# 伊達成實
伊達成實（日语：／ Date Shigezane，1568年12月25日—1646年7月16日）是仙台藩一門第二席。亙理伊達家的初代。為伊達實元之子。母親為實元之兄伊達晴宗的女兒。明治維新後，與家臣一起移往北海道有珠郡開拓並且構建了現在北海道伊達市基礎的伊達邦成，正是伊達成實的子孫亙理伊達氏第15代的當家。與伊達家重臣小十郎片倉景綱合稱伊達雙璧，是家中頭號猛將，伊達家武略首推伊達成實，在政宗死後成為一門眾之首。
父親為伊達家第十四代家督伊達稙宗的三男伊達實元，母親是伊達家第十五代家督伊達晴宗的次女鏡清院。以父方的關係論，他是伊達家第十六代家督伊達輝宗的堂弟；以母方的關係論，他是伊達家第十七代家督伊達政宗的表弟。

## 生平
永祿十一年（1568年），生于信夫郡大森城，初名时宗丸，元服後通称藤五郎。幼年的成实，以勇猛果敢英勇剛毅而著名，与政宗出雙入对。天正七年（1579年）元服。
天正十一年（1583年），父親實元將家主之位讓予成實，並退居二線與成實共同輔佐主公輝宗、少主政宗父子。
天正十二年（1584年），出任大森城主，同年由於輝宗讓出家督，政宗18歲继位为十七代家督，立刻开展奥州攻略，改變堂兄輝宗的政治方針，立即跟岩城家、蘆名家、石川家、佐竹家等奧州附近親戚大名勢力宣戰開始擴展伊達家實質上的勢力版圖，创立著名的骑铁部隊，命成实为分隊队长。
天正十三年（1585年），政宗开始桧原攻略後，出兵攻打大内定纲，十七岁的成实奉命出战围攻小手森城。攻克后，政宗下令成实屠杀全城八百馀人，令奥州大名大惊。同年，二本松义继託辉宗向政宗乞降，但遭到政宗严正拒绝，引发走投無路的义继脅持辉宗，是為栗之巢之變。二本松義繼挟持辉宗逃出後，成实等家臣派兵士追捕義繼一行人，最後於阿武隈川追上二人，輝宗顧忌不願成為政宗的束縛、義繼的人質，此時此刻辉宗下令成实开枪打死义继及自己，成实无奈之下，聽命輝宗的命令率領鐵砲隊直接打死義繼與輝宗，二人同归于尽。悲憤萬分的政宗於父親輝宗頭七過後，即出兵大举进攻义继的居城二本松城，成实、景纲等奉命从行。但以佐竹、芦名为核心的反伊达联军，伊達政宗與姑丈佐竹家第十八代家督佐竹義重爆發了人取橋之戰。在此时赶来救援二本松，与伊达势激战于人取桥。联军迅即围攻政宗之本阵观音山，政宗势陷于苦战之中，幸得左月齋鬼庭良直、小十郎片仓景纲及藤五郎伊達成實的奋战，政宗最后才能突围而出，伊達家也因佐竹家領地方後方叛亂等等緊急軍務而临时撤退，伊達家因佐竹家的當主佐竹義重退回領地，也因伊達家臣殿軍奮戰，岩城氏、蘆名氏、石川氏、相馬氏、二階堂氏、白河結城氏反伊達家聯軍潰不成軍，伊達政宗得到喘息的機會。
天正十四年（1586年），政宗再度出兵攻打二本松城，城主国王丸开城投降，政宗命成实为二本松城主，负责第一道防线。
同年，二本松家臣鹿田右衛門进攻涉川城，成实于涉川与敌军激战，斩得敌人二百六十三名首级，威振整个奥州，令大名闻风丧胆。
天正十五年（1587年），由于伊达家開始入侵芦名家，佐竹家与芦名家出兵与伊达爆发洼田之战，成实与景纲守卫洼田城，后来二人到猪苗代城说服犹豫不决的盛胤，使战争的优势转向伊达，最后在衡量得失，两军于几道交战后决定和解。同年末，田村氏（伊達政宗妻子愛姬的娘家）後繼無人而出现家督争夺战，家族开始分裂，佐竹、伊达都声称其人选有继承权，佐竹家推举佐竹义重的次子佐竹義廣，伊达家推舉伊達輝宗的次子伊達政道，伊達與佐竹争斗不休。最终，佐竹派占了上风，迎来佐竹义广为芦名氏当主，改名为芦名盛重，时年十三岁。伊达政宗对这种结果当然不能满意，他煽动芦名氏家臣造反。引发郡山合战，成实出战勇猛，使伊达再度胜利，确立了出击会津的基础，因此成实受到政宗的褒扬，并命成实为伊达军主力部队长，于伊达家已奠定了不可或缺的地位了。
天正十七年（1589年），伊达与芦名间的矛盾终于引发著名的摺上原之战，由于争取到最上及大崎的和睦，政宗于无后顾之忧下全軍精銳出战，以二万大军重创芦名军，会津岩代一帶最终全歸伊达所有。正当政宗於奧州大展鴻圖之時，關白秀吉却早已搶先行爭奪天下一步。
天正十八年（1590年），秀吉出兵讨伐小田原北条，要求各东北大名参戰，实为要求臣服。伊达家中產生了意见分歧，成实等主战派指出：“与秀吉一战，也不是必定战败！”正当政宗犹疑之际，景纲則分析形勢後力劝地说：“苍蝇，你如何趕得走牠，牠都是始终会来的”又说：“无知的胡乱抵抗，那是无智无谋、对主公绝无益处的，伊达家也会因此而断送。”此话立刻令政宗一言惊醒，决定到小田原谒见秀吉。虽然成实因此与景纲对立，但最后也接受提议，并自请到黑川城守备，以免东北大名乘机入侵。
小田原之战后，政宗谒见秀吉，由于迟到参阵，被没收会津一帶，回到米泽不久，发生葛西大崎一揆，刚转封至会津的蒲生氏乡奉命彻查，最后指控政宗为事件的幕后主使人。秀吉得知后大怒，立即命政宗到名古屋解释，最后政宗以巧妙的回答解释清楚后，政宗立即回米泽城。
天正十九年（1591年），镇压了葛西大崎一揆，为了表明无叛意，成实自请到蒲生氏鄉的名生城为人质，以保证政宗的安全及清白。
同年，秀吉為了壓制政宗奪取天下的野心，於是將政宗父祖以來的居城米澤城（原來的米澤城減封石高與減遷）改封政宗至葛西大崎的舊領地岩出山城，为了赏给成实的功劳，政宗封伊具、柴田二郡共三万石予成实，移到角田城。
文禄二年（1593年），秀吉命政宗出兵朝鲜援救在朝大名，成实奉命随行，在战争中，由于食粮不足，运输也非常困难，故政宗到朝鲜后立刻命成实救出日本军，成实也因此立下重要军功，但回到伏见城之后，政宗立刻遇到另一危机，1595年，关白羽柴秀次被指谋反，被秀吉给予死刑，由于政宗与秀次平時交情不淺，故被牵连在内。有见及此，成实等一众伊达家臣十九人联名紛紛上书秀吉，为政宗解難，又表示与政宗共存亡，最后，秀吉也终于因政宗的詭计，避免了關白秀次的聯帶坐處罰，而放过政宗，秀吉也曾因此事叹道“伊达真乃齐心也！”
慶長三年（1598年），秀吉病逝，成实与政宗的关系越发恶化，原因於戰後政宗對無戰功的老臣（伊達政宗四叔石川昭光之子）石川義宗、（伊達政宗三叔）留守政景等人給予重賞卻對成實輕微獎賞，導致成实不满政宗封賞不公允，加上经常的意见不合與分歧，成实決定突然出走高野山。政宗得知后非常愤怒，便對成實嚴懲處以奉公構，立即命自己的心腹屋代景赖攻打成實的居城角田城，成实三十名家臣被杀害，角田城也被没收。而成实则于东北、东海道一带徘徊流浪，上杉家當主上杉景胜立見於此，命天下陪臣兼心腹的直江兼续以五万石俸聘請邀成实出仕到上杉家仕官，成實心中仍惦記伊達家而未答應，德川家康也派人也以高俸祿想招聘成實，但都受到成实的嚴辭力拒，政宗聽聞成實拒絕上杉家與德川家的招聘而覺得愧對成實，之後。石川昭光、留守政景及片仓景纲得知成实的行踪后，立即赶到成實的所在地并想说服他回到伊達家，但成实仍然一貫的拒绝，景纲便大骂道“汝之愚行，使主公大为不安，眾周敌虎视眈眈，汝想再为罪人乎？”。另一方面，景纲等重臣又向政宗说明求情後，最终政宗公开呼吁成实回来，而成实也终于在关原之战前夕回到伊達家。
慶長五年（1600年），成实回到伊達家不久，旋即爆发关原之战，東北一帶也爆發了討伐上杉家的長谷堂城之戰，政宗派兵協助舅父最上義光，就這樣伊達最上舅甥聯軍，一同征伐上杉家，政宗向德川家靠攏，立即响应家康的号召攻打白石城，成实立即回复他的勇猛，终于与片倉景綱、片倉重長父子合力之下攻克白石城。
慶長七年（1603年），关原之战后，政宗以首功封成实为亙理城主，成實成為亙理伊達氏籓主，列为政宗第一成實第二伊达一门众之首。
慶長十一年（1606年），擔任婚姻和親替政宗之長女伊達五郎八姬與德川家康之六男松平忠輝舉辦婚禮的使者。
慶長十九年和二十年（1614年）與（1615年）隨主君政宗、景綱之子重長一同加入德川軍參戰於大坂之役冬之陣與夏之陣，最後消滅了豐臣秀吉兒子豐臣秀賴與孫子豐臣國松以求斬草除根，徹底滅掉豐臣家的血脈，協助德川家建立江戶時代的江戶幕府。
元和八年（1622年），最上家被改易，成实奉命出兵野边泽城震压叛乱，是为最后一次出阵。
宽永十三年（1636年），政宗于江户病死，成实位列一门众之首，为政宗之子伊達忠宗辅助藩政。
宽永十五年（1638年），江戶第三代将军德川家光慕名邀请成实到江户谒见，并請成实讲授東北战话故事（奥州诸战的军议），家光于听讲后，大赞成实为“勇武无双、智略冠绝之大将”，下赐时服二十件，火炮十挺为谢。
正保三年（1646年），成实开始隐居，同年6月4日死于亘理城，享年79岁，法名大雄寺殿久山天昌大居士，葬于大雄寺。由于长子已死，次男夭折，故迎來政宗九男伊達宗實(亘理伊達家，與宇和島伊達家‧伊達秀宗的長子伊達宗實同名)为养子承继亘理城城主。
葬於宮城縣亙理町大雄寺。「伊達成實靈屋」則是也。
1879年，在懷念成實的亙理郡民的號召下，於亙理城的遺跡上建立亙理神社並且以武早智雄命為神號來祭祀他，直到現在被亙理人們深深的信仰著。
傳成實著作『成實記』，因為作為了解伊達政宗一生的史料，所以評價相當高。

## 人物和逸話
- 人取橋之戰過後，他在涉川城逗留時，侍衛不小心引燃鐵砲的火藥箱，結果造成整城全部被燒燬。這場火災也造成成實的右手的全部手指留下相當大的燙傷疤痕並且終生從未痊癒，以上記述於政宗記當中。
- 政宗在成實出走時，命家臣屋代景賴攻打成實的居城角田城，並殺光成實的家臣與一家老小，後來成實拒絕上杉景勝與德川家康的招降，加上片倉景綱的求情，成實終於回歸伊達家並效忠於政宗。政宗對過去殺害成實一家之事感到相當愧疚，並對動手行事的家臣屋代景賴問罪。但成實卻私下提供景賴一家援助與保護。此舉與政宗的行為器量有著強烈的對比。
- 由於與政宗年紀相近，只差一歲，所以兩人就像兄弟一樣親密，並留有政宗送給成實「最近沒什麼事，不過因為很久沒見面所以寫信給你」等信件。
- 在成實的頭盔上面鑲著一隻站立的蜈蚣。取蜈蚣永不言退作為象徵。
- 伊達家臣作並清亮，在于所著『東藩史稿』（1915年）評價成實為「英毅大略。勇武無雙」。